# 위험범
위험범이란 구성요건의 내용으로서 단순히 법익침해의 위험이 생긴 것으로 족하고 법익침해의 결과가 실제로 생길 것을 필요하지 않은 범죄를 뜻한다. 구체적 위험범이란 구체적 위험이 행위결과로서 구성요건에 포함되어 있고 구체적인 경우 그에 대한 위험이 야기될 것이 구성요건상 명시되어 있는 범죄를 말한다. 추상적 위험범이란 행위 자체가 현실적 위험결과를 발생시킬 필요 없이 일반적인 위험성만 노출시켰으면 가벌성이 인정되는
범죄를 말한다.

## 해당 범죄
- 경매방해죄
- 범인도피죄
- 입찰방해죄
- 일반교통방해죄
- 방화죄
- 위증죄
- 공직선거및선거부정방지법상의 금전 등 제공의 의사표시죄

## 판례

### 추상적 위험범
- 공문서부정행사죄는 공무원 또는 공무소의 문서 또는 도화를 부정행사함으로써 성립하는 죄로 추상적 위험범에 해당한다.[1]
- 명예훼손죄는 공연히 사실 또는 허위의 사실을 적시하여 사람의 명예를 훼손함으로써 성립하는 죄로 추상적 위험범에 해당한다.[2]
- 장례식방해죄는 장례식의 평온과 공중의 추모감정을 보호법익으로 하는 이른바 추상적 위험범으로서 범인의 행위로 인하여 장례식이 현실적으로 저지 내지 방해되었다고 하는 결과의 발생까지 요하지 않고 방해행위의 수단과 방법에도 아무런 제한이 없으며 일시적인 행위라 하더라도 무방하나, 적어도 객관적으로 보아 장례식의 평온한 수행에 지장을 줄 만한 행위를 함으로써 장례식의 절차와 평온을 저해할 위험이 초래될 수 있는 정도는 되어야 비로소 방해행위가 있다고 보아 장례식방해죄가 성립한다고 할 것이다.[3]

### 구체적 위험범
구체적 위험범이란 법익침해의 현실적 위험이 야기된 경우에 구성요건이 충족되는 범죄를 말한다. 구체적 위험범으로는 자기소유일반건조물방화죄, 일반물건방화죄 등이 있다.

#### 판례
- 일반교통방해죄는 이른바 추상적 위험범으로서 교통이 불가능하거나 또는 현저히 곤란한 상태가 발생하면 바로 기수가 되고 교통방해의 결과가 현실적으로 발생하여야 하는 것은 아니다. 또한 일반교통방해죄에서 교통방해 행위는 계속범의 성질을 가지는 것이다[4]
- 스토킹범죄는 위험범이라고 볼 수 있으므로 스토킹행위가 객관적 일반적으로 볼 때 이를 인식한 상대방으로 하여금 불안감 또는 공포심을 일으키기에 충분한 정도라고 평가될 수 있다면 현실적으로 상대방이 불안감 내지 공포심을 갖게 되었는지 여부와 관계없이 스토킹행위 에 해당 하고 나아가 그와 같은 일련의 스토킹행위가 지속되거나 반복되면 스토킹범죄가 성립한다.[5]

## 참고 문헌
- 손동권, 『체계적 형법연습』, 율곡출판사, 2005. (ISBN 8985177915)

## 같이 보기
- 침해범
- 실질범

1. ↑  대법원 2022. 9. 29.선고2021도14514판결
2. ↑  대법원 2020. 11. 19.선고2020도5813전원합의체 판결
3. ↑  대법원 2013. 2. 14.선고 2010도13450 판결
4. ↑  대법원 2018. 5. 11.선고 2017도9146판결
5. ↑  2023도6411